# Cathédrale de Tórshavn
La cathédrale de Tórshavn est une cathédrale située dans la ville homonyme, dans les Îles Féroé.
Elle est le seconde plus ancienne église des îles. Peinte en blanc et couverte d'ardoises, elle a été construite en 1788. Elle est située au nord du quartier de Tinganes, elle constitue un des principaux lieux touristiques de la ville. Elle est rattachée à l'Église des îles Féroé et possède le titre de cathédrale depuis 1990.